# Edmundo Correas
Edmundo Correas (Mendoza, 3 de octubre de 1901-Mendoza, 9 de julio de 1991) fue un historiador, abogado, político, escritor y catedrático argentino, galardonado con la Medalla de Oro.

## Biografía
Hijo de Arturo Correas y Herminia Barriga, nieto del célebre Juan de Dios Correas, escribió su primera obra literaria el 25 de marzo de 1915, que se tituló Las nostalgias de la muerte. Realizó sus estudios primarios en Mendoza, estudió en la universidad de Buenos Aires y de Córdoba, donde se graduó de abogado en 1926. 
En 1930 contrajo matrimonio con Carola Leal y tuvieron 4 hijos: Jorge, Celia, Susana y Raúl. Falleció el 9 de julio de 1991 a la edad de 89 años, en la provincia de Mendoza. Siempre fue muy querido por su familia y amigos.

### Trabajo y logros
Desde 1931 se dedicó a la docencia siendo profesor de:
- Historia, en la Escuela Normal Tomás de Godoy Cruz,
- Literatura, en el Colegio Nacional Agustín Álvarez,
- Derecho Constitucional, en la Facultad de Ciencias Económicas de la UNC e
- Historia Institucional Argentina, en la Facultad de Derecho en la Universidad de Mendoza.[2]

En 1937 organizó y dirigió el Primer Congreso de Historia de Cuyo y en 1961 presidió el Segundo Congreso de Historia de Cuyo. En 1938 fue diputado por la provincia de Mendoza.
Creó la Junta de Estudio Históricos de Mendoza y fue presidente de la misma por un extenso período.
El 21 de marzo de 1939, Edmundo Correas, junto a otros importantes mendocinos, fundó la Universidad Nacional de Cuyo que el 16 de agosto del mismo año comenzó oficialmente sus cursos. Fue el primer rector de esta universidad y ocupó dicho cargo desde su fundación, en 1939, hasta julio de 1943; renunció al cargo debido a la revolución del mes anterior. En ese lapso creó 37 institutos universitarios en toda la región de Cuyo, como por ejemplo, el Colegio Universitario Central (CUC) y la Escuela del Magisterio e hizo traer renombrados académicos de quince países, quienes se sumaron a los docentes argentinos. Siempre intentó alcanzar la excelencia para la universidad que fundó. El mismo año que renunció como primer rector de la UNC, fue elegido diputado por el Partido Demócrata, al que siempre perteneció. En 1961 se le otorgó el cargo de director general de escuelas, en el que se desempeñó hasta 1963. En 1967 fundó el Museo del Pasado Cuyano que funciona en una antigua casa declarada Monumento Histórico Nacional en 1971.
Edmundo Correas fue director del Diario La Libertad y colaboró con el Diario Los Andes por más de 40 años. En 1968 fue galardonado con el primer lugar del premio Medalla de oro por sus artículos publicados en el diario La Nación titulados: La presidencia de Sarmiento.
En 1970 fue distinguido por el presidente de la República Italiana al obtener el diploma magistral de la Condecoración de Comendador, distinción que en 1975 recibió del gobierno de la República Chilena. También en 1975, más específicamente el 1 de noviembre, se le entregó una distinción honorífica y fue nombrado “mendocino destacado”.
Fue miembro de número de la Academia Nacional de la Historia de la República Argentina hasta su muerte, perteneció a la Real Academia de España, a la Academia de Perú, a la Academia de Uruguay y a la Academia Chilena de la Historia. Fue correspondiente de la Academia Sanmartiniana y miembro de honor del Instituto de Cultura Hispánica de Madrid.
También fue miembro de la Comisión de límites entre San Juan y Mendoza, director de Fallos Judiciales, subsecretario en el Ministerio de Hacienda de Guillermo Cano y ministro de Hacienda durante la gobernación de Rodolfo Corominas Segura.
A lo largo de su vida perteneció a distintas instituciones de cultura americana y europea y en 1962 visitó Alemania invitado por el Servicio de Intercambio Académico. Además, dictó conferencias en varias universidades como la de Yale, Columbia, Oxford y Cambridge, entre otras.
Escribió libros y obras de gran importancia histórica y fundó numerosas bibliotecas, entre ellas una en Las Cuevas, la cual fue destacada por Gabriela Mistral.